# Raquel Capiberibe
Raquel Capiberibe da Silva (Afuá, 14 de dezembro de 1939) é uma pedagoga, professora e política brasileira que foi deputada federal pelo Amapá.

## Dados biográficos
Filha de José Freitas Capiberibe e Raimunda Rodrigues Capiberibe. Formada em Pedagogia em 1962 pela Universidade Federal do Pará, assumiu a Secretaria Municipal de Educação em Macapá no ano seguinte, ingressando no magistério onde foi secretária da Associação dos Professores de Macapá e coordenadora do Centro de Estudos Supletivos e da Pastoral Social da Diocese de Macapá.
Sua carreira política começou no PMDB pelo qual foi eleita vice-prefeita de Macapá em 1985 na chapa de Raimundo Azevedo Costa e em 1986 foi eleita a primeira deputada federal da história do Amapá, participando da Assembleia Nacional Constituinte sendo signatária da Constituição de 1988, quando já estava filiada ao PSB. Derrotada na eleição para senador em 1990, conquistou um novo mandato de deputada federal em 1994. Derrotada ao buscar a reeleição, foi nomeada conselheira do Tribunal de Contas do Amapá em 1999, sendo afastada da corte por decisão judicial reformada em segunda instância.
Integra uma das dinastias políticas do Amapá na condição de irmã de João Capiberibe, cunhada de Janete Capiberibe e tia de Camilo Capiberibe.